# Deretaphrus oregonensis
Deretaphrus oregonensis is een keversoort uit de familie knotshoutkevers (Bothrideridae). De wetenschappelijke naam van de soort werd in 1873 gepubliceerd door George Henry Horn.